# Rhön-Rennsteig-Weg
Der Rhön-Rennsteig-Weg ist ein ca. 98 km langer Fernwanderweg von Hessen nach Thüringen. Beginnend an der Wasserkuppe (950 m), überquert er nach der Passierung des Heidelsteins sowie des Roten und Schwarzen Moors die ehemalige innerdeutsche Grenze. In Thüringen wandert man unter anderem über die ebenfalls aussichtsreiche Geba (751 m) und den Dolmar (739 m). Kurz darauf verlässt der Weg die Rhön – das „Land der offenen Fernen“ – und tritt in die weiten Waldgebiete des Thüringer Waldes ein. Doch auch hier gibt es brillante Ausblicke, z. B. am 866 Meter hohen Ruppberg und dem Felsen am 897 Meter hohen Gebrannten Stein. Am Ende erreicht man den Rennsteig und den bekannten Wintersportort Oberhof.
Die Ortschaften Frankenheim/Rhön, Kaltensundheim, Aschenhausen, Geba, Stepfershausen, Rippershausen, Walldorf, Utendorf, Christes, Benshausen und Oberhof liegen am Rhön-Rennsteig-Weg.
Der Wanderweg entstand 1998 auf Initiative des Christeser Bürgermeisters Uwe Heimrich.